# Isaac Hill
Isaac Hill (Cambridge, 1789. április 6. – Washington, 1851. március 22.) az Amerikai Egyesült Államok szenátora (New Hampshire, 1831–1836).